# مايكون سوزا دي سيلفا
مايكون سوزا دي سيلفا (28 يوليو 1989 في البرازيل – )؛ هو لاعب كرة قدم كان يلعب كلاعب وسط.

## وصلات خارجية
- مايكون سوزا دي سيلفا على موقع قاعدة بيانات كرة القدم.إي يو (الإنجليزية)
- مايكون سوزا دي سيلفا على موقع Soccerway.com (الإنجليزية)
- مايكون سوزا دي سيلفا على موقع عالم كرة القدم.نت (الإنجليزية)